# Ryōma Aoki
Ryōma Aoki (japanisch 青木 涼真 Aoki Ryōma; * 16. Juni 1997 in Kuki) ist ein japanischer Mittel- und Langstreckenläufer, der sich auf den Hindernislauf spezialisiert hat. 2023 wurde er in dieser Disziplin Asienmeister.

## Sportliche Laufbahn
Erste Erfahrungen bei internationalen Meisterschaften sammelte Ryōma Aoki im Jahr 2021, als er sich über 3000 m Hindernis für die Olympischen Sommerspiele in Tokio qualifizierte und dort mit 8:24,82 min in der Vorrunde aus. Im Jahr darauf startete er bei den Weltmeisterschaften in Eugene und verpasste dort mit 8:33,89 min den Finaleinzug. 2023 siegte er in 8:35,60 min beim Mikio Oda Memorial Athletics Meet und gewann daraufhin in 8:34,91 min die Goldmedaille bei den Asienmeisterschaften in Bangkok. Im August gelangte er bei den Weltmeisterschaften in Budapest mit 8:24,77 min im Finale auf Rang 14 und anschließend gewann er bei den Asienspielen in Hangzhou in 8:23,75 min die Silbermedaille hinter dem Inder Avinash Sable. Im Jahr darauf verpasste er bei den Olympischen Sommerspielen in Paris mit 8:29,03 min den Finaleinzug.
2024 wurde Aoki japanischer Meister im 3000-Meter-Hindernislauf.

## Persönliche Bestzeiten
- 5000 Meter: 13:21,81 min, 26. September 2021 in Osaka
- 3000 Meter Hindernis: 8:20,09 min, 11. Juni 2022 in Osaka